# Jiří Jandáček
Jiří Jandáček (* 29. března 1975) je bývalý český florbalový obránce, reprezentant, osminásobný mistr Česka a vicemistr světa z roku 2004. V české nejvyšší florbalové soutěži hrál od počátku florbalu v Česku v roce 1993 do roku 2005.

## Klubová kariéra
Jandáček hrál za Forza Tatran (později Tatran Střešovice) v nejvyšší české florbalové soutěži od jejího založení v roce 1993 až do roku 2005. Jedinou výjimkou byla sezóna 2002/2003, kterou odehrál za SSK Future, a začátek následující sezóny, kdy působil ve švýcarské lize v klubu Torpedo Chur.
Během 11 ročníků strávených v Tatranu získal s týmem osm mistrovských titulů.

## Reprezentační kariéra
Jandáček reprezentoval Česko na obou mistrovstvích Evropy. Dále hrál na čtyřech Mistrovstvích světa mezi lety 1998 a 2004.
Na Mistrovství v roce 2002 vstřelil gól v prvním vítězném zápasu Česka proti Finsku. Na svém posledním Mistrovství v roce 2004 získal první českou stříbrnou medaili.
| Umístění | Soutěž                              |
| -------- | ----------------------------------- |
| 6.       | Mistrovství Evropy ve florbale 1994 |
| 5.       | Mistrovství Evropy ve florbale 1995 |
| 6.       | Mistrovství světa ve florbale 1998  |
| 6.       | Mistrovství světa ve florbale 2000  |
| 4.       | Mistrovství světa ve florbale 2002  |
|          | Mistrovství světa ve florbale 2004  |